# Uebeschi
Uebeschi là một đô thị trong huyện Thun, bang Bern, Thụy Sĩ